# Boechovo
Boechovo of Buhovo (Bulgaars: Бухово) is een stad in de buurt van de Bulgaarse hoofdstad Sofia (21 km afstand). De stad valt binnen de administratieve grenzen van het district Kremikovtsi. 

## Bevolking
Op 31 december 2020 telde het dorp 2.528 inwoners, een halvering ten opzichte van het maximum van 5.561 inwoners in 1965.
|  |

De grootste etnische groepering vormden de Bulgaren (96,5% van de respondenten in 2011).
| Etnische samenstelling van de respondenten (2011) | Etnische samenstelling van de respondenten (2011) | Etnische samenstelling van de respondenten (2011) | Etnische samenstelling van de respondenten (2011) | Etnische samenstelling van de respondenten (2011) |
| ------------------------------------------------- | ------------------------------------------------- | ------------------------------------------------- | ------------------------------------------------- | ------------------------------------------------- |
|                                                   |                                                   |                                                   |                                                   |                                                   |
| Bulgaren                                          | Bulgaren                                          |                                                   | 96,5%                                             | 96,5%                                             |
| Turken                                            | Turken                                            |                                                   | 1,8%                                              | 1,8%                                              |
| Roma                                              | Roma                                              |                                                   | 0,9%                                              | 0,9%                                              |
| Anders/Onbekend                                   | Anders/Onbekend                                   |                                                   | 0,9%                                              | 0,9%                                              |